# 西藏共產黨 (達蘭薩拉)
西藏共产党（藏语：བོད་གུང་ཁྲན་ཏང）是1970年代末在印度达兰萨拉成立的一个海外藏人政党，主张马克思主义、西藏独立。为了与1942年成立的西藏共产党相区别，通常也称为西藏共产党（达兰萨拉）或达兰萨拉的西藏共产党。

## 历史
1970年代，一些海外青年藏人希望通过共产主义实现西藏独立。1976年2月28日，西藏青年大会在达兰萨拉召开辩论会，扎西旺堆在会上称：“马克思主义是可以服务于藏族斗争的惟一意识形态，因为它可以使国内外藏族同胞在思想上获得一致性。”多数与会人士当即反对，只有安多顿珠表示支持。
1976年9月，左翼海外藏人开会讨论组建西藏共产党，有8名青年参加。1978年6月至7月间，组建西藏共产党的计划得到第十四世达赖喇嘛的祝福和出资协助。扎西旺堆回忆称：“流亡藏人开始建立共产党，建立者就是当初举手支持我的人，我认为流亡藏人的第一个政党应该是共产党，他们制定了章程、宣言，也向外发出西藏共产党正式成立的信息，这些人还见了达赖喇嘛，达赖喇嘛对他们表示鼓励，还送了笔钱给他们。”
1979年5月1日国际劳动节，西藏档案文献图书馆职员格桑顿珠、朗杰和格桑丹增公开宣布成立西藏共产党。1979年6月15日，达赖喇嘛前往蒙古乌兰巴托参加第五届亚洲佛教徒祈祷和平会议，出发前在印度德里机场向记者表达其对西藏共产党的祝福。
1981年1月10日，西藏共产党的青年组织鹏龙青年协会在印度昌迪加尔宣布成立。
在中国共产党治藏历史的背景下，多数海外藏人将共产主义视为危险而不道德的，“西藏共产党”的概念因此受到海外藏人社会的强烈反对。格桑顿珠称：“当我们以共产党的名义出现时……除了得到达赖喇嘛的支持外，没有得到任何支持，他说他对马克思主义感兴趣已经有一段时间了，这是我们所知道的……政府把我们视为破坏者。”西藏共产党成立后未获得印度共产党、苏联共产党或其他国家共产党的承认和援助。藏人行政中央对西藏共产党采取在政治上不予支持，在经济上不予资助的政策。
1982年1月25日，西藏共产党领导人格桑顿珠、格桑丹增和朗杰在达兰萨拉召开常务会议，决定解散西藏共产党。3月10日，西藏共产党宣布，“主要由于缺乏急需的财政援助，以及阶级敌人卑劣的、无休止的监视和骚扰，党的正常作用的发挥已成为不可能”，并宣布解散。同月，鹏龙青年协会解散。

## 组织
- 西藏共产党主席：格桑顿珠[2]
- 西藏共产党政治局委员：格桑丹增、朗杰
- 鹏龙青年协会主要负责人：尼玛桑珠、降央顿珠

西藏共产党最多有200余名党员，最少只有3到4名党员，没有在西藏流亡议会中的代表。

## 思想
西藏共产党的意识形态是追求西藏独立、藏传佛教和社会主义的融合，其纲领为“在达赖喇嘛颁布的政教合一的民主宪法指导下，为重新获得西藏独立而斗争”，其目标为“民族自由和国家独立”、“将西藏变为佛教社会主义国家”，主张“消除被压迫人民的困苦，向资产阶级作斗争，以求消灭私有制”、“有信教和不信教的自由”等观点。
西藏共产党办有《劳动报》和《莲花报》两个刊物。西藏共产党发布的主要文章有《一种新的努力》《西藏共产党介绍》《〈共产党宣言〉简释》《关于西藏共产主义运动的争议》《汉共与藏共》等。
作为西藏共产党的青年组织，鹏龙青年协会承认达赖喇嘛的领导，其宗旨为“建立一个自由、独立和幸福的社会主义佛教西藏国”，其目标为“把西藏建设成为像苏联那样富裕的国家，但到那时我们都信仰至高无上的宗教”。

## 评价

### 正面
《西藏评论》评价称:“这个流亡的西藏共产党，是民族主义的，而且是反对中国统治的。”

### 负面
海外西藏上层僧侣批评西藏共产党是“宗教的敌人”、“中国红卫兵的变种”。
中国方面认为达兰萨拉的西藏共产党与中苏交恶有关。